# Sarcomphalus domingensis
El saona (Sarcomphalus domingensis) es una especie de planta fanerógrama de la familia Rhamnaceae. 

## Descripción
Es nativa del Caribe, es un árbol caducifolio que alcanza 10-14 m de altura. Su madera es apta para tornería, y su fruto es comestible como forrajera.

## Taxonomía
La especie fue descrita inicialmente como Ziziphus rignonii por Giovanni Battista Delponte y publicado en Memorie della Reale Accademia delle Scienze di Torino, ser. 2 14: 404, en 1854., actualmente es un sinónimo de esta;y ulteriormente sería descrita como Sarcomphalus domingensis por Carl Wilhelm Leopold Krug e Ignatz Urban en Symbolae Antillanae seu Fundamenta Florae Indiae Occidentalis 1(2): 357, en 1899, siendo esta última, descrita inicialmente como Cassine domingensis por Kurt Polycarp Joachim Sprengel en Systema Vegetabilium, editio decima sexta 1: 939, en 1824, considerado tanto como un sinónimo como el basónimo de esta.

#### Etimología
Véase: Sarcomphalus
domingensis: epíteto geográfico que alude a su localización en Santo Domingo.